# Volkspolizei
Volkspolizei (på svenska: Folkpolisen) var benämningen på den statliga polismyndigheten i Östtyskland 1949-1990. Volkspolizei upphörde att existera då Tyskland återförenades den 3 oktober 1990.

## Ledning

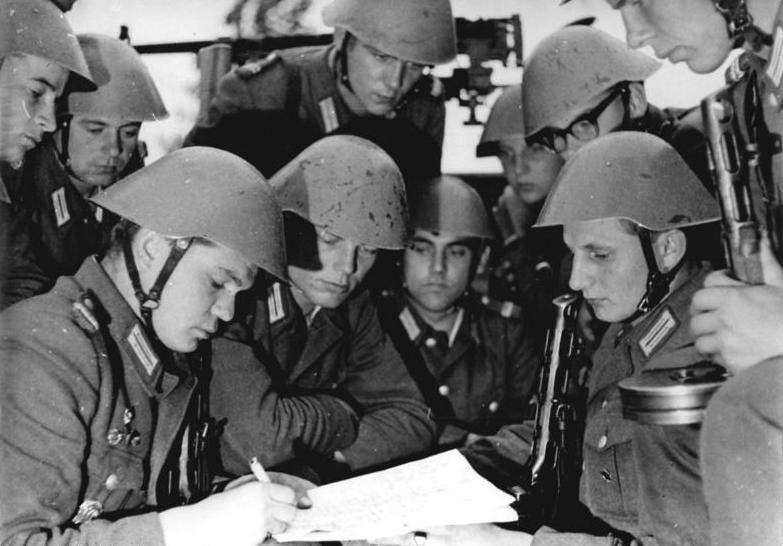
Folkpoliser i Berlin 1961 i samband med byggandet av Berlinmuren.

Volkspolizei stod under det östtyska inrikesministeriets kontroll, det var också dit som man rapporterade i de flesta fall. Men i allvarligare fall rapporterades det också till den östtyska säkerhetstjänsten Stasi.

## Tjänstegrenar
Folkpolisen var indelad i följande tjänstegrenar:
- Schutzpolizei (ordningspolis)
- Verkehrspolizei (trafikpolis)
- Wasserschutzpolizei (sjöpolis)
- Kriminalpolizei (kriminalpolis)
- Transportpolizei (transportpolis)
- Zentralen Kräfte Schutzpolizei (insatspolis)

## Uppgifter
Under DDR:s första år spelade Volkspolizei en avgörande roll i upprätthållandet av ordningen i landet, då den östtyska armén NVA bildades först 1956 och säkerhetspolisen Stasi inte på allvar började byggas ut förrän i början av 1960-talet. Därefter kom Volkspolizeis främsta uppgifter bestå i att ta itu med vardagliga brott (då Stasi kopplades in och tog över vid allvarligare brott), bevaka trafiken, offentliga transporter och byggnader och dessutom administrerade man det statliga registreringsverket. Volkspolizei deltog även i bevakningen av Berlinmuren och den inomtyska gränsen. Volkspolizei fungerade i praktiken som en paramilitär organisation och hade fulla befogenheter att använda sig av grovt våld om det ansågs vara nödvändigt.

## Nazistisk koppling
En som i början av 50-talet var med och arbetade med den strukturella och administrativa uppbyggnaden av Volkspolizei var den före detta nazityske fältmarskalken Friedrich Paulus, känd som tysk befälhavare från slaget vid Stalingrad. Paulus hade dock under den sovjetiska fångenskapen blivit övertygad kommunist.

## Tjänstegrader
| Tjänstegrad vid folkpolisen | Vederlike vid NVA |
| --------------------------- | ----------------- |
| Anwärter                    | Soldat            |
| Unterwachtmeister           | Gefreiter         |
| Wachtmeister                | Stabsgefreiter    |
| Oberwachtmeister            | Unteroffizier     |
| Hauptwachtmeister           | Feldwebel         |
| Meister                     | Oberfeldwebel     |
| Obermeister                 | Stabsfeldwebel    |
| Unterleutnant               | samma grad        |
| Leutnant                    | samma grad        |
| Oberleutnant                | samma grad        |
| Major                       | samma grad        |
| Oberstleutnant              | samma grad        |
| Oberst                      | samma grad        |
| Generalmajor                | samma grad        |
| Generalleutnant             | samma grad        |
| Generaloberst               | samma grad        |
| Armeegeneral                | samma grad        |

1. ↑  Denna grad innehades av inrikesministern.

## Uniformer
Uniformerna var gröna och påminde mycket om den östtyska militärens uniformer. Transportpolisen bar dock blå uniformer.